# Зелёная жарарака
Зелёная жарарака (лат. Bothrops bilineatus) — вид змей из семейства гадюковых, обитающий в Южной Америке. Различают два подвида, включая номинативный подвид. Бледно-зелёный древесный вид, который может достигать 1 м в длину, он является важной причиной укусов змей во всем регионе Амазонки.

## Географический диапазон
Этот вид встречается в районе Амазонки в Южной Америке: Колумбия, Венесуэла, Гайана, Суринам, Французская Гвиана, Бразилия, Эквадор, Перу и Боливия. Изолированная популяция известна из Атлантического побережья юго-восточной Бразилии. Указанная типовая местность — «Brasilien».

## Место обитания
Он встречается в низинных дождевых лесах, в кустарниках, пальмах и деревьях, а также в любом месте поблизости от воды. Он почти всегда встречается в кустах и деревьях вдоль ручьев или по краям лесных полян, в основном связанных с первичным лесом, хотя также был обнаружен в старых вторичных лесах вблизи первичного леса.

## Описание
Взрослые особи обычно не вырастают более чем до 70 см в длину, хотя некоторые могут достигать 100 см. Максимальный зарегистрированный размер составляет 123 см. Тело относительно тонкое, с цепким хвостом.
Чешуя включает 23-35 спинных чешуек в середине тела, 190—218/192-220 вентральных чешуек у самцов/самок и 65-76/55-73 в основном разделенных субкаудальных чешуек у самцов/самок. На голове 5-9 килевидных межнадглазничных чешуек , 8-12 подгубных чешуек и 7-9 надгубных чешуек . Из последних вторая обычно срастается с прелакунальной, образуя лакунолабиальную, хотя могут существовать частичные или полные швы, разделяющие эти чешуи.
Цветовой рисунок состоит из бледно-зеленого основного цвета, на который сверху наложена либо россыпь черных пятен, либо ряд коричневых или красновато-коричневых пятен, которые обычно парные. Брюшные плавники окаймлены кремово-желтой линией, идущей по всей длине тела, в то время как само брюхо желтое и окаймлено оттенком зеленого. Последняя часть хвоста розовая и окаймлена желтым. Голова либо зеленая с россыпью небольших черных пятен, либо зеленая с отдельными коричневыми или красновато-коричневыми пятнами, окаймленными черным. Радужка бледно-зеленая, в то время как губные плавники желто-зеленые, часто с черными пятнами.
Номинальный подвид , B. b. bilineata , имеет вертикальные темные полосы на верхнегубных чешуйках и дорсальный рисунок из красновато-коричневых пятен с черными крапинками.

## Подвиды
- B. b. bilineatus
- B. b. smaragdinus

Если эти подвиды в конечном итоге окажутся монофилетическими, то это будет означать, что тропические леса Амазонки разделились на восточную и западную части до того, как восточная часть отделилась от более южного Атлантического леса.